# هوریکادووه مادیگه
هوریکادووه مادیگه (به لاتین: Hurikaduwe Madige) یک منطقهٔ مسکونی در سری‌لانکا است که در استان مرکزی (سری‌لانکا) واقع شده‌است.